# مولي (باد كاليه)
مولي، باد كاليه (بالفرنسية: Moulle)‏ هي بلدية تقع في إقليم باد كاليه من منطقة نور با دو كاليه في شمال فرنسا. تبلغ مساحة هذه المدينة 5.39 (كم²)، وترتفع عن سطح البحر 16 م، يبلغ عدد سكانها 938 نسمة حسب إحصاء المعهد الوطني للإحصاء والدراسات الاقتصادية سنة 2009 م. وترأس مارك توماس البلدية خلال فترة (2001-2008).